# いわき四倉インターチェンジ
いわき四倉インターチェンジ（いわきよつくらインターチェンジ）は、福島県いわき市四倉町中島にある、常磐自動車道のインターチェンジ。いわき市の北東部に位置し、いわき市の四倉・久之浜・大久方面への最寄りとなるインターチェンジ。

## 歴史
- 1999年（平成11年）3月25日：いわき中央IC - いわき四倉IC間開通に伴い、供用開始[1]。
- 2002年（平成14年）3月23日：いわき四倉IC - 広野IC間開通[1]。

## 周辺
- 波立薬師
- 四倉海水浴場
- 太平洋健康センター
- いわき市アンモナイトセンター
- いわき市海竜の里センター
- 道の駅よつくら港
- 久ノ浜駅（JR東日本・常磐線）

## 道路
- E6 常磐自動車道（18番）

## 接続する道路
- 直接接続
  - 福島県道35号いわき浪江線

## 料金所
- ブース数：4

### 入口
- ブース数：2
  - ETC専用：1
  - 一般：1

### 出口
- ブース数：2
  - ETC専用：1
  - 一般：1

## 利用状況
一日あたりの平均利用状況（出入台数）は以下の通りである。
- 2004年度：1,145台
- 2005年度：1,242台
- 2006年度：1,301台

## 隣
E6 常磐自動車道
(17)いわき中央IC - 四倉PA - (18)いわき四倉IC - (19)広野IC